# 秀沿路駅
座標: 北緯31度8分25.5秒 東経121度35分39.2秒 / 北緯31.140417度 東経121.594222度
秀沿路駅（しゅうえんろえき）は中華人民共和国上海市浦東新区に位置する上海地下鉄11号線の駅である。

## 歴史
- 2015年12月19日 - 開業。

## 隣の駅
上海軌道交通
■11号線
康新公路駅 - 秀沿路駅 - 羅山路駅